# Бывает и хуже (сезон 2)
Второй сезон американского ситкома «Бывает и хуже», премьера которого состоялась на канале ABC 22 сентября 2010 года, а заключительная серия вышла 25 мая 2011 года, состоит из 24 эпизодов.

## В ролях
| - Патриция Хитон — Фрэнсис «Фрэнки» Хэк - Нил Флинн — Майкл «Майк» Хэк мл. - Чарли Макдермотт — Аксель Хэк - Иден Шер — Сью Хэк - Аттикус Шаффер — Брик (Блок) Хэк |

## Эпизоды
| № общий | № в сезоне | Название                                                    | Режиссёр        | Автор сценария               | Дата премьеры    | Произв. код | Зрители в США (млн) |
| --- | ---------- | ----------------------------------------------------------- | --------------- | ---------------------------- | ---------------- | ----------- | ------------------- |
| 25 | 1          | «Back to School» «Назад в школу»                            | Венди Станцлер  | Диэнн Хелайн и Эйлин Хейслер | 22 сентября 2010 | 3X6501      | 8,81                |
| С началом учебного года дом Хэков полон суматохи. |            |                                                             |                 |                              |                  |             |                     |
| 26 | 2          | «Homecoming» «Возвращение домой»                            | Кен Уиттингем   | Роб Улин                     | 29 сентября 2010 | 3X6502      | 8,35                |
| Мечта Фрэнки сопровождать Акселя во время выходы на поле перед матчем становится по угрозу, когда выясняется, что первый забег Сью в команде по кроссу совпадает с началом футбольного сезона. |            |                                                             |                 |                              |                  |             |                     |
| 27 | 3          | «The Diaper Incident» «Инцидент с пелёнками»                | Венди Станцлер  | Виджал Пател                 | 6 октября 2010   | 3X6503      | 8,03                |
| Фрэнки покупает подгузник для ребёнка, с которым нянчится Сью. Консультант в магазине расстраивает её, когда показывает подгузники для взрослых, так как думает, что подгузник нужен для Фрэнки. |            |                                                             |                 |                              |                  |             |                     |
| 28 | 4          | «The Quarry» «Каменоломня»                                  | Ли Шаллат-Чемел | Алекс Рид                    | 13 октября 2010  | 3X6505      | 7,97                |
| Акселя отстраняют от занятий за прогулы. Он надеется отдохнуть дома, но Майк находит ему работу в карьере. |            |                                                             |                 |                              |                  |             |                     |
| 29 | 5          | «Foreign Exchange» «Иностранный обмен»                      | Пол Лазарус     | Джана Хантер и Митч Хантер   | 20 октября 2010  | 3X6506      | 8,54                |
| Фрэнки настаивает на том, чтобы принять у себя студента по обмену из Японии. Серьёзный и не эмоциональный подросток не проявляет интереса к семье, поэтому Фрэнки планирует поездку, но машина ломается. |            |                                                             |                 |                              |                  |             |                     |
| 30 | 6          | «Halloween» «Хэллоуин»                                      | Джейми Баббит   | Диэнн Хелайн и Эйлин Хейслер | 27 октября 2010  | 3X6507      | 9,54                |
| Фрэнки пытается убедить Майка посетить вечеринку в честь Хэллоуина. Сью посещает организованный церковью праздник, взрослые не понимают, кем нарядился Брик, а Аксель и его друзья хотят сходить в дом с привидениями, но их машина ломается в пути. |            |                                                             |                 |                              |                  |             |                     |
| 31 | 7          | «A Birthday Story» «История на день рождения»               | Кен Уиттингем   | Виджал Пател                 | 3 ноября 2010    | 3X6508      | 9,42                |
| На девятом дне рождения Брик хочет услышать историю своего появления на свет, чем ставит семью в неловкое положение. |            |                                                             |                 |                              |                  |             |                     |
| 32 | 8          | «Errand Boy» «Мальчик на побегушках»                        | Ли Шаллат-Чемел | Тим Хоберт                   | 17 ноября 2010   | 3X6509      | 9,19                |
| Брик устал ходить по делам Фрэнки вместе с ней и хочет оставаться дома один. Аксель пытается отрастить бороду. Майк слышит, что говорят друзья Сью у неё за спиной. |            |                                                             |                 |                              |                  |             |                     |
| 33 | 9          | «Thanksgiving II» «День Благодарения 2»                     | Кен Уиттингем   | Роб Улин                     | 24 ноября 2010   | 3X6504      | 8,25                |
| Майк приглашает отца и брата Расти на день Благодарения. Фрэнки слышит поверхностный разговор мужчин и призывает Майка поговорить о своих чувствах с братом и отцом. Брик очень рад, что подруга Боба Линда - библиотекарь и также сильно любит книги. Сью печёт яблочный пирог с Фрэнки. |            |                                                             |                 |                              |                  |             |                     |
| 34 | 10         | «A Simple Christmas» «Простое Рождество»                    | Эллиот Хигарти  | Митч Хантер и Джана Хантер   | 8 декабря 2010   | 3X6510      | 8,68                |
| Родители Фрэнки приехали в гости на Рождество и вмешиваются в планы дочери отметить праздник тихо. Папа Фрэнки постоянно следует за Майком и раздражает его, Фрэнки начинает сердиться на маму за постоянное вмешательство в дела. Аксель строит Брику иглу, и вместе со Сью, они защищают постройку от хулиганов Глосснеров.                                                                                                |            |                                                             |                 |                              |                  |             |                     |
| 35 | 11         | «Taking Back the House» «Восстановление контроля над домом» | Барнет Келлман  | Диэнн Хелайн и Эйлин Хейслер | 5 января 2011    | 3X6511      | 9,31                |
| Фрэнки и Майк пытаются вернуть себе контроль над домом. Они игнорируют требования детей о конкретных продуктах, подвезти их куда-то и что-то сделать, и сосредотачиваются на собственных нуждах, включая выбор того, что смотреть по телевизору. |            |                                                             |                 |                              |                  |             |                     |
| 36 | 12         | «The Big Chill» «Большое разочарование»                     | Ли Шаллат-Чемел | Роб Улин                     | 12 января 2011   | 3X6512      | 10,09               |
| Майк злится на Фрэнки за случайную покупку крема для глаз за 200 долларов. На уроке здоровья Акселю дают задание заботиться о кукле-младенце, в результате Брик вынужден ночевать у Сью. Брик и Сью случайно проламывают дыру в стене, и когда пытаются её заделать, пролом становится только больше. |            |                                                             |                 |                              |                  |             |                     |
| 37 | 13         | «Super Sunday» «Супервоскресенье»                           | Пол Лазарус     | Виджал Пател                 | 19 января 2011   | 3X6513      | 8,32                |
| Грядёт финал Суперкубка и Хэки планируют провести его вместе, по-семейному. Брэд попросил Сью быть его парой в танцевальных соревнованиях, но Сью совершенно не умеет танцевать. Босс обманом вынуждает Фрэнки отвезти его к врачу в Индианаполис. Майк вдохновляет Брика почитать о НФЛ, после чего Брик так часто цитирует факты о футболе, что вынуждает друзей Майка уйти прямо во время матча.                          |            |                                                             |                 |                              |                  |             |                     |
| 38 | 14         | «Valentine's Day II» «День Святого Валентина 2»             | Ли Шаллат-Чемел | Рой Браун                    | 9 февраля 2011   | 3X6514      | 8,84                |
| Аксель встречается с девушкой, которая не нравится родителям, пока Сью ищет мальчика, который поцеловал её на Хэллоуин. Брик влюбляется в девочку из класса, но Майк всё портит, когда говорит об этом с мамой девочки. |            |                                                             |                 |                              |                  |             |                     |
| 39 | 15         | «Friends, Lies and Videotape» «Друзья, ложь и видеозапись»  | Алекс Рид       | Тим Хоберт                   | 16 февраля 2011  | 3X6515      | 7,85                |
| Фрэнки ищет друга для Брика. Сью с подругой проникают на высокорейтинговый фильм. Аксель снимает сексуальную учительницу биологии для клипа. |            |                                                             |                 |                              |                  |             |                     |
| 40 | 16         | «Hecks on a Plane» «Хэки на самолёте»                       | Эллиот Хигарти  | Диэнн Хелайн и Эйлин Хейслер | 23 февраля 2011  | 3X6516      | 7,96                |
| Сью выигрывает билеты в Нью-Йорк на всю семью, но полёт на самолёте оборачивается чередой забавных неудач. |            |                                                             |                 |                              |                  |             |                     |
| 41 | 17         | «The Math Class» «Математика»                               | Алекс Рид       | Джана Хантер и Митч Хантер   | 2 марта 2011     | 3X6517      | 7,86                |
| Фрэнки и Майк посещают занятия для родителей у мисс Рински, учительницы Брика, после того как он получил двойку за тест по математике. Аксель и Сью помогают тётушке найти капсулу времени. которую та закопала в детстве. |            |                                                             |                 |                              |                  |             |                     |
| 42 | 18         | «Spring Cleaning» «Весенняя уборка»                         | Барнет Келлман  | Виджал Пател                 | 23 марта 2011    | 3X6518      | 7,05                |
| В весенние каникулы Хэки проводят генеральную уборку. Фрэнки находит список своих достоинств и недостатков, написанный Майком в то время, когда они встречались. Брик устраивает информационный стенд и предлагает информацию за доллар. Аксель и Сью неудачно избавляются от старых семейных вещей. |            |                                                             |                 |                              |                  |             |                     |
| 43 | 19         | «The Legacy» «Наследие»                                     | Адам Дэвидсон   | Роб Улин                     | 13 апреля 2011   | 3X6519      | 6,14                |
| Майк наказывает Акселя и запрещает играть ему последний матч по баскетболу в сезоне, но в последнюю минуту меняет решение. Сью получает приз за пунктуальность, который собака утаскивает в гараж Глосснеров. Брик оказывается запертым в этом гараже. |            |                                                             |                 |                              |                  |             |                     |
| 44 | 20         | «Royal Wedding» «Королевская свадьба»                       | Кен Уиттингем   | Виджал Пател                 | 20 апреля 2011   | 3X6520      | 6,82                |
| Фрэнки настолько одержима грядущей свадьбой принца Уильяма и Кейт Мидлтон, что занимает огромный телевизор, чтобы смотреть её в хорошем качестве. Подчинённые Майка протестуют из-за того, что после сокращения бюджета в контору карьера не покупают крендельки. Брик даёт советы Сью при подготовке к прослушиванию в школьную новостную группу.                                                                           |            |                                                             |                 |                              |                  |             |                     |
| 45 | 21         | «Mother's Day II» «День Матери 2»                           | Ли Шаллат-Чемел | Тим Хоберт                   | 4 мая 2011       | 3X6521      | 7,08                |
| На День матери Майк и дети дарят Фрэнки "день для себя". И пока семья наслаждается выходным на фестивале, Фрэнки делает домашние дела и не успевает отдохнуть. Майк предлагает повторить поездку, но после приезда оказывается, что многие аттракционы уже закрыты. |            |                                                             |                 |                              |                  |             |                     |
| 46 | 22         | «The Prom» «Выпускной»                                      | Кен Уиттингем   | Майкл Зальцман               | 11 мая 2011      | 3X6522      | 7,25                |
| Аксель выясняет, что пригласил на танцы не ту девушку, и родители настаивают чтобы он лично сообщил об этом девушке. Сью и Карли пытаются попасть за столик популярных ребят в школьной столовой. Брик показывает Майку и Фрэнки представление и после первого успеха быстро надоедает родителям повторами шоу. |            |                                                             |                 |                              |                  |             |                     |
| 47 | 23         | «The Bridge» «Мост»                                         | Ли Шаллат-Чемел | Рой Браун                    | 18 мая 2011      | 3X6523      | 7,68                |
| Фрэнки и Майк пытаются избавить Брика от его иррационального страха пересекать мосты. Аксель соревнуется с Шоном за место спасателя в общественном бассейне. Фрэнки измотана покупкой нового бикини вместе со Сью. |            |                                                             |                 |                              |                  |             |                     |
| 48 | 24         | «Back to Summer» «Каникулы»                                 | Кен Уиттингем   | Диэнн Хелайн и Эйлин Хейслер | 25 мая 2011      | 3X6524      | 7,33                |
| Фрэнки в восторге от скорого окончания учебного года. Счастье быстро превращается в панику, когда выясняется, что Брик должен заполнить ежедневный журнал за прошедший год или его не переведут в четвёртый класс. Аксель должен за неделю набрать 30 часов на общественных работах. Из-за ошибки Сью должна доказать, что ни разу за год не брала больничный, чтобы получить награду за безупречное посещение на выпускном. |            |                                                             |                 |                              |                  |             |                     |